# I Can’t Dance (Lied)
I Can’t Dance ist ein Lied der britischen Rockband Genesis. Es erschien im Oktober 1991 auf deren Studioalbum We Can’t Dance, aus dem es als zweite Singleveröffentlichung ausgekoppelt wurde.

## Entstehung und Veröffentlichung
Das Lied wurde gemeinsam von den Genesis-Mitgliedern Tony Banks, Phil Collins und Mike Rutherford geschrieben sowie produziert. Bei der Produktion erhielt die Band Unterstützung durch Nick Davis.
Rutherford improvisierte während der Aufnahmesessions zu We Can’t Dance zunächst das Hauptriff, das er „Heavy a Flat“ nannte. Über dieses Riff improvisierte Collins dann den Hauptteil des Textes. Ursprünglich war die Band von dem Ergebnis dieses Jams zunächst nicht sehr überzeugt und hielt die frühe Version des Liedes für nicht mehr als eine Scherzaufnahme, die schnell wieder verworfen werden würde, da der Song aus ihrer Sicht zu simpel und zu bluesig für ihren Stil gewesen sei. Tony Banks äußerte sich dazu in einem Interview: „Es war einer dieser Teile, von denen man dachte, dass sie nirgendwo hinführen würden. Es klang lustig, war aber nicht wirklich etwas Besonderes.“ Erst als Banks beschloss, synthetische Percussion-Soundeffekte hinzuzufügen, um Rutherfords Spiel zu ergänzen, bekam das Lied dadurch eine andere Stimmung. Die Band lernte den hintergründigen Humor des Songs zu schätzen und beschloss, ihn nicht nur richtig aufzunehmen, sondern ihn auch als Single auf das Album zu bringen. Zudem kamen sie zu der Erkenntnis, dass die Aufnahme eines Songs mit minimaler Produktion eine Richtung aufzeigte, die Genesis hätte einschlagen können, um sich von der steigenden Popularität des Alternative Rock abzuheben. Banks dazu: „Im Gegensatz zu dem, was Genesis normalerweise gemacht haben, nämlich eine Idee zu nehmen und sie in eine lange oder komplexe Komposition zu verwandeln, haben wir einfach eine Idee genommen und sie so gelassen, wie sie ist.“
Die Erstveröffentlichung von I Can’t Dance erfolgte am 28. Oktober 1991 als Teil vom We Can’t Dance bei Virgin Records (Katalognummer: GEN CD3 262 082), dem 14. Studioalbum von Genesis. Am 30. Dezember 1991 erschien das Lied als zweite Singleauskopplung aus dem Album. Diese erschien als 7″-Single mit der B-Seite On the Shoreline (Katalognummer: 115 091) sowie CD-Maxi-Single, die um Liveversionen zun In Too Deep und That’s All erweitert wurde (Katalognummer: 665 091). Liveaufnahmen des Liedes erschienen auf den Genesis-Livealben The Way We Walk (November 1992) und Live over Europe 2007 (November 2007).

## Inhalt
Die Hauptinspiration für das Lied kam der Band dabei durch Fernseh-Werbespots der Jeans-Marke Levi Strauss & Co. (im Studio entstand der Song zunächst auch unter dem Arbeitstitel Blue Jeans.) Der Text setzt sich dabei auf ironische Weise mit der Welt der Werbung und der Models, in der Leute Geld damit verdienen, einfach nur gut auszusehen, auseinander.
Gleichzeitig nahmen sich Genesis mit dem Titel des Liedes (und auch des dazugehörigen Albums) selbst auf den Arm, da sie sich darüber im Klaren waren, dass sie bei Teenagern nicht mit zu dem Zeitpunkt populären Musik-Acts wie Michael Jackson, MC Hammer, New Kids on the Block oder Snap! konkurrieren konnten und auch eine ernstgemeinte Tanzeinlage in einem Musikvideo von Genesis im Bereich des Unmöglichen lag, wodurch sie kurzerhand das eigene Unvermögen zum Motto für Lied und Album erklärten. Mike Rutherford dazu: „In einer Zeit, in der Dance- und Rap-Musik die Charts beherrschten, wollten wir einfach sagen: ‚Wir machen das nicht!‘, wie der Titel schon sagt.“

## Liveaufführungen
I Can’t Dance war bei jeder Genesis-Tournee zwischen 1992 und 2022 fester Bestandteil ihres Liverepertoires. Für die Liveauftritte wurde das Lied in eine tiefere Tonart transponiert, um es für Phil Collins (bzw. Ray Wilson auf der Calling All Stations Tour im Jahr 1998) einfacher singbar zu machen. Ray Wilson covert das Lied auch nach seinem Ausstieg bei Genesis weiterhin bei seinen Solokonzerten. Auch Collins und Rutherford (mit dessen Band Mike and the Mechanics) spielten das Stück gelegentlich bei ihren eigenen Auftritten.

## Musikvideo
Das Musikvideo zu I Can’t Dance, das unter der Regie von James Yukich entstand, veranschaulicht die Künstlichkeit und den falschen Glamour von Fernsehwerbung. Phil Collins kommentierte, dass das Video ebenso wie das Lied an sich darauf angelegt sei, sich über die Models in Jeans-Werbespots lustig zu machen, und dass jede Strophe sich auf Dinge beziehe, die Models in diesen Werbespots tun. Während der ersten Strophe ist Collins als Anhalter auf einer abgelegenen Wüstenstraße in Hi Vista, Kalifornien zu sehen. Eine Frau rast in einem Porsche 911 vorbei, fährt dann rückwärts an Collins heran und lässt jedoch nicht ihn, sondern einen Leguan einsteigen. Danach fährt sie los und überlässt Collins seinem Schicksal. In der zweiten Strophe ist Collins an einem Strand zu sehen, wo er versucht, seine Jeans einem bissigen Hund zu entreißen, und in der dritten Strophe verliert er seine Jeans bei einem Billardspiel in einer Bar (eine Anspielung auf einen damals realen Levi’s-Werbespot, der mit dem Lied Should I Stay or Should I Go von The Clash unterlegt war.)
Diese Szenen werden mit Aufnahmen der Band und der Filmcrew unterbrochen, die so inszeniert werden, als ob sie eine Reihe von Werbespots drehen würden. Das Video endet mit einer Parodie des Videos zu Michael Jacksons Hit Black or White, in der Collins den sogenannten Panther Dance von Jackson aus diesem Video persifliert. Banks und Rutherford kommen schließlich hinzu, um ihn aus dem Bild zu zerren.
Das Musikvideo brachte den I Can’t Dance-Tanzschritt hervor (eine Reihe steifer, stilisierter Bewegungen im Gehschritt). Phil Collins erklärte in einem Interview, dass er im Kindesalter während seiner Zeit an der Barbara Speake Stage School Tanzschüler sah, die beim Stepptanz immer dieselbe Hand und denselben Fuß benutzten, was bedeutete, dass sie beim Tanzen über keinerlei Koordination verfügten. Er kopierte für das Video deren Bewegungen aus seiner Erinnerung und der „Tanz“ war geboren.

## Rezeption
Das Lied wurde bei den Grammy Awards 1993 in der Kategorie „beste Pop-Darbietung eines Duos oder einer Gruppe mit Gesang“ nominiert, musste sich jedoch dem Titelsong aus dem Disney-Zeichentrickfilm Die Schöne und das Biest von Peabo Bryson und Céline Dion geschlagen geben.

## Kommerzieller Erfolg

### Chartplatzierungen
I Can’t Dance avancierte zum Nummer-eins-Hit in Belgien und den Niederlanden. Darüber hinaus erreichte es Top-10-Platzierungen in Österreich (Rang 2), Deutschland (Rang 4), Australien, den Vereinigten Staaten und dem Vereinigten Königreich (je Rang 7), der Schweiz (Rang 8), Frankreich (Rang 9) oder auch Neuseeland (Rang 10).
| ChartsChartplatzierungen       | Höchstplatzierung | Wochen |
| ------------------------------ | ----------------- | ------ |
| Deutschland (GfK)              | 4 (25 Wo.)        | 25     |
| Österreich (Ö3)                | 2 (17 Wo.)        | 17     |
| Schweiz (IFPI)                 | 8 (17 Wo.)        | 17     |
| Vereinigte Staaten (Billboard) | 7 (20 Wo.)        | 20     |
| Vereinigtes Königreich (OCC)   | 7 (9 Wo.)         | 9      |

| ChartsJahrescharts (1992)      | Platzierung |
| ------------------------------ | ----------- |
| Deutschland (GfK)              | 24          |
| Vereinigte Staaten (Billboard) | 55          |

### Auszeichnungen für Musikverkäufe
| Land/Region       | Auszeichnungen für Musikverkäufe (Land/Region, Auszeichnung, Verkäufe) | Verkäufe |
| ----------------- | ---------------------------------------------------------------------- | -------- |
| Österreich (IFPI) | Gold                                                                   | 25.000   |
| Insgesamt         | 1× Gold ·                                                              | 25.000   |

Hauptartikel: Genesis (Band)/Auszeichnungen für Musikverkäufe

## Coverversionen
- 2011: Nanne Grönvall
- 2011: Chris Norman
- 2011: Ray Wilson
- 2014: Sonata Arctica
- 2025: JF Jake